# هرمز ۱ (موشک)
موشک هرمز-۱ موشک بالستیک ضد رادار ایرانی است که دارای قابلیت انهدام رادارهای قرارگرفته‌شده بر روی «ناو هواپیمابری» یا «سایت پاتریوت در خشکی» و «سایت راداری جستجوگر» می‌باشد. به گفتهٔ حاجی‌زاده (فرمانده نیروی هوافضای سپاه پاسداران انقلاب اسلامی) این موشک می‌تواند از مسافت ۳۰۰ کیلومتری، یک کانتینر ۲۰ فوتی را به‌طور کاملاً دقیق انهدام نماید.
این موشک که ساخت نیروهای مسلح است، به عنوان اولین موشک رادار زن ساخت ایران از خانواده فاتح می‌باشد که در فاز نهایی با سیکرِ جستجوگر آن روی هدفهای راداری قفل و آنرا انهدام می‌نماید. همچنین، موشک هرمز-۱ برای اولین بار به همراه موشک ضد ناو "هرمز – ۲" رونمایی گردید. بنا بر گزارش خبرگزاری تسنیم: تا پیش از رونمایی از این موشک، هیچ موشکِ بالستیکی ضدرادار در نیروهای مسلح دنیا ساخته نشده بود و نیروی هوافضای سپاه پاسداران جمهوری اسلامی ایران این موشک را رونمایی نمود.

## مشخصات
بر مبنای مطالب ارائه شده توسط «فرمانده نیروی هوافضای سپاه پاسداران» و همچنین بر اساس شباهت موشک "هرمز" به ۲ نمونه موشک دیگر ایرانی، یعنی: "خلیج فارس" و "فاتح ۱۱۰"، اینگونه تخمین زده شده‌است که موشک هرمز-۱ (و هرمز-۲) دارای بردی برابر با سیصد کیلومتر بوده و سرعت آن حدوداً مابین چهار الی پنج ماخ می‌باشد، و توانایی حمل وزن سرجنگیِ معادل ۴۵۰–۶۰۰ کیلوگرم را دارد. از سویی دیگر، موشک هرمز به صورت عمده اهداف متحرک را در دریا مورد هدف قرار می‌دهد. هرمز-۱ که بعنوان «شکارچی ناوهای غول پیکر» نیز شناخته می‌شود، بنا بر گفتهٔ جانشین فرمانده کل سپاه: این موشک از جملهٔ خاص‌ترین موشک‌های تولید ایران می‌باشد که طراحیِ آن بوسیله حسن طهرانی‌مقدم انجام و ساخته گردیده‌است.

## نوع ارتقاء یافته (هرمز-۲)
موشک هرمز-۲ موشک بالستیک-دریایی ساخت ایران است که دارای قابلیت هدف قرار دادن اهداف متحرک در سطح دریا با دقت بالا می‌باشد و برد آن حدود سیصد کیلومتر است. به گزارش «اسپوتنیک»، امیر علی حاجی زاده فرمانده نیروی هوافضای سپاه پاسداران ایران اشاره داشت: «موشک هرمز ۲ را در هفته جاری (اسفند ۱۳۹۵) شلیک کردیم و این موشک با موفقیت هدف را در فاصله ۲۵۰ کیلومتری منهدم کرد».